# DEFA3
DEFA3‏ (Defensin alpha 3) هوَ بروتين يُشَفر بواسطة جين DEFA3 في الإنسان.